# Testergus
Testergus is een geslacht van kevers uit de familie bladkevers (Chrysomelidae).
De wetenschappelijke naam van het geslacht werd in 1893 gepubliceerd door Julius Weise.

## Soorten
- Testergus borisi (Konstantinov, 2005)
- Testergus danilevskyi (Konstantinov, 2005)
- Testergus gerhardi (Lopatin, 1979)
- Testergus igori (Konstantinov, 2005)
- Testergus nadiae (Konstantinov, 2005)
- Testergus philippi (Konstantinov, 1992)
- Testergus radiatus (Konstantinov, 1992)